# هرچه دوست داری
«هرچه دوست داری» (به انگلیسی: Whatever You Like) تک‌آهنگی از هنرمند اهل ایالات متحده آمریکا تی.آی. است که در ۲۹ ژوئیه ۲۰۰۸ توسط آتلانتیک رکوردز منتشر شد. این ترانه به رتبه یک در ۱۰۰ آهنگ داغ بیلبورد ایالات متحده قرار گرفت.
این تک‌آهنگ در رتبه‌های برتر بسیاری از جدول‌های فروش ایالات متحده آمریکا و چندین کشور قرار گرفت.